# Participarea României în campania anului 1916
După o serie de victorii tactice rapide în Transilvania asupra unor forțe austro-ungare copleșite din punct de vedere numeric, armata română va suferi în toamna anului 1916 o serie de înfrângeri zdrobitoare, care va forța autoritățile statului să se refugieze în Moldova, permițând inamicului să ocupe două treimi din teritoriul național, inclusiv capitala București.
Cauzele principale ale înfrângerii Armatei României în campania anului 1916, de forțe germane și austro-ungare semnificativ inferioare numeric, au fost ingerințele politice majore în actul conducerii militare, incompetența, impostura și lașitatea unei părți semnificative a eșalonului militar de conducere, precum și lipsa de adecvare a pregătirii și dotării trupelor pentru tipul de război purtat.

## Ofensiva în Transilvania

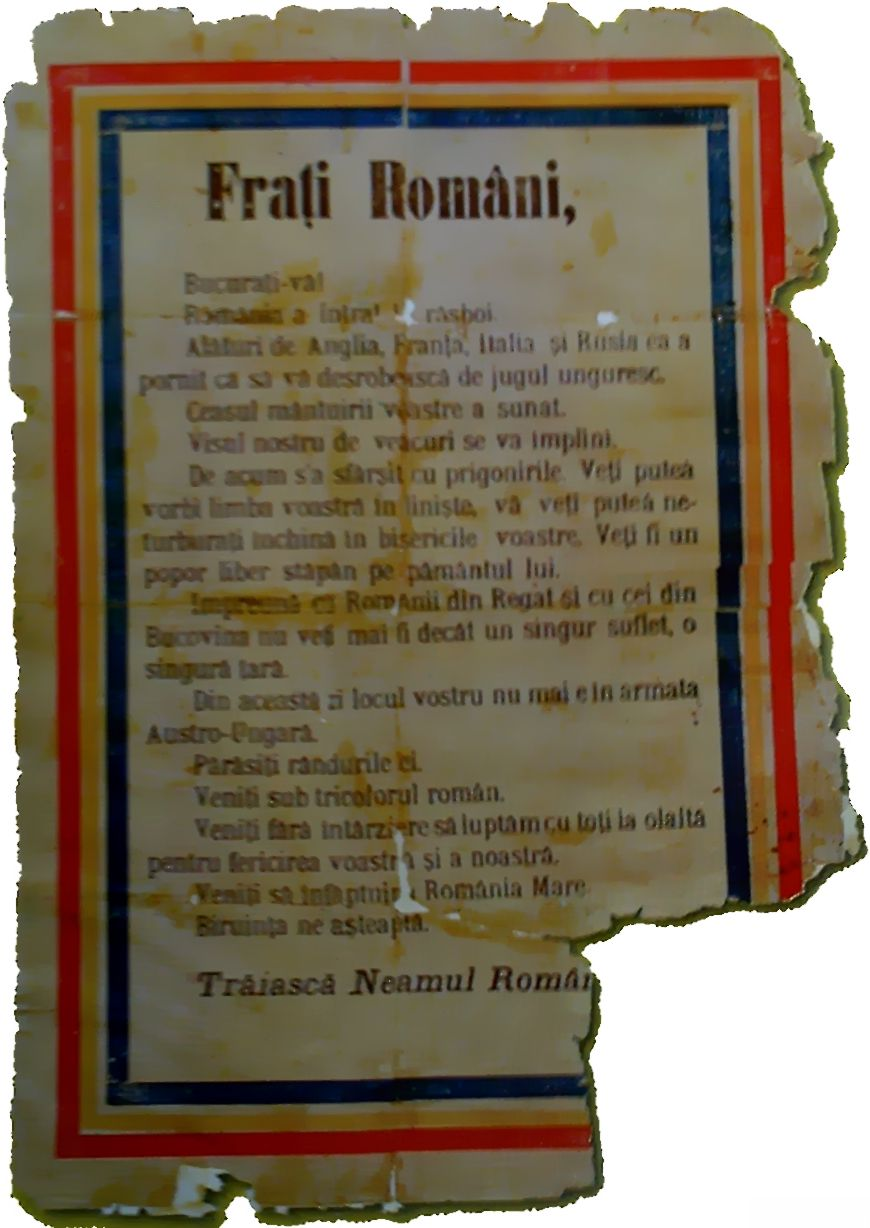
Manifest aruncat de avioanele armatei române asupra Brașovului

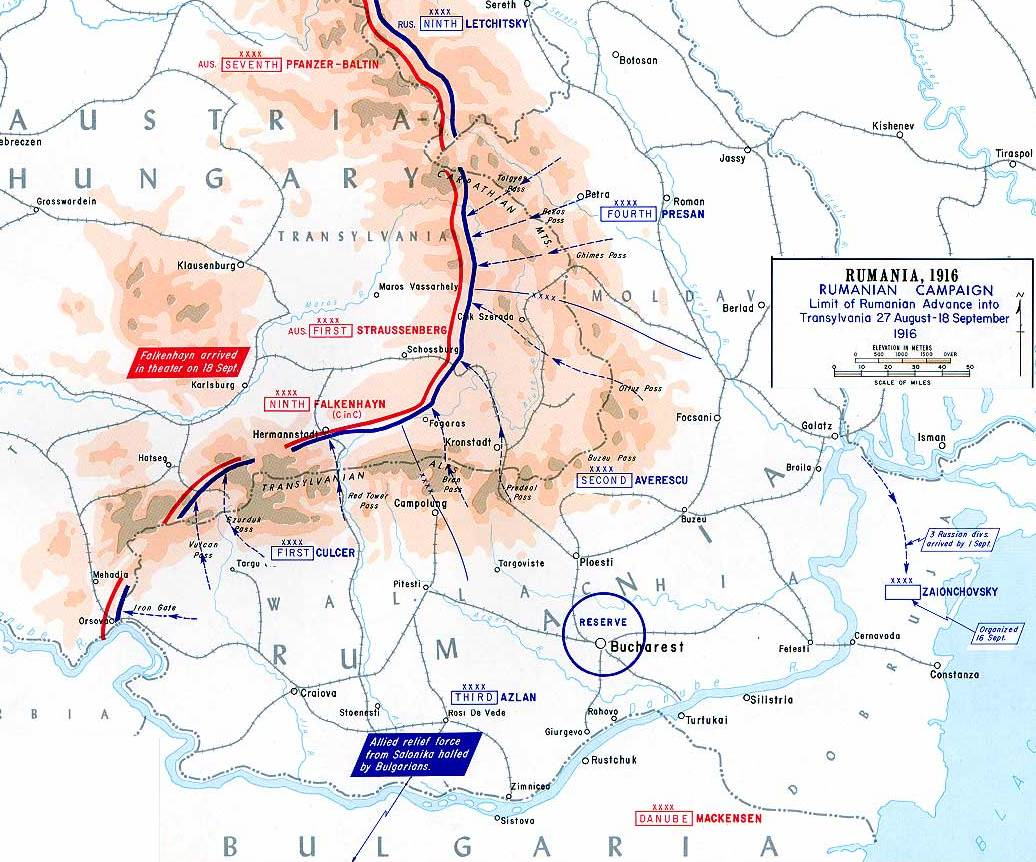
campania română în Transilvania, august 1916

În seara zilei de 27 august 1916 trei armate române au trecut la atac traversând Carpații Meridionali, după care au intrat în Transilvania. Primele atacuri au fost încununate de succes, obligându-i pe austro-ungari să se retragă. În timp ce armata română înainta în Transilvania, la ora 21, ambasadorul român la Viena, contele Edgar Mavrocordat, a prezentat la secretariatul Ministerului de Externe Austro-Ungar declarația de război din partea României. În cursul zilei au fost arestați la București mai mulți români cu cetățenie austro-ungară, între care Ioan Slavici și Ioan Bălan.
La mijlocul lui septembrie, germanii au transferat pe frontul transilvănean patru divizii, avansarea românilor fiind oprită. Rușii au deplasat la rândul lor în ajutorul românilor trei divizii, dar acești militari nu au fost aprovizionați corespunzător.
Generalul Esposito afirma că liderii militari români au făcut câteva greșeli strategice și operaționale:
Din punct de vedere militar, strategia română a fost cea mai proastă. Alegând Transilvania ca obiectiv prioritar, armata română a ignorat total armata bulgară din spatele ei. Când ofensiva prin munți a eșuat, înaltul comandament român a refuzat să economisească forțele de pe front pentru a permite crearea unei rezerve mobile, cu care amenințarea de mai târziu a lui Falkenhayn să fie respinsă. Românii nu și-au masat nicăieri forțele în mod corespunzător pentru a obține concentrarea puterii de luptă. (Esposito, Atlas of American Wars, vol 2)

## Operația de la Flămânda
Primul contraatac al Puterilor Centrale a fost organizat de generalul August von Mackensen, care a coordonat o armată multinațională formată din trupe germane, bulgare și otomane. Atacul a fost declanșat din Bulgaria pe direcția nord pe 1 septembrie. Atacul a fost îndreptat dinspre pozițiile de pe Dunăre spre Constanța. Garnizoana de la Turtucaia, împresurătă de trupele bulgaro-germane, s-a predat pe 6 septembrie. (Vedeți și: Bătălia de la Turtucaia).
Pe 15 septembrie Consiliul român de război a hotărât să suspende ofensiva în Transilvania și să se concentreze pe distrugerea Grupului de Armate Mackensen în schimb. Planul, cunoscut sub numele de Ofensiva Flămânda, presupunea atacarea forțelor Puterilor Centrale printr-o lovitură de flanc și spate, după traversarea Dunării pe la Flămânda, în timp ce, pe linia principală a frontului, trupele româno-ruse trebuiau să lanseze o ofensivă spre Cobadin și Kurtbunar. Pe 1 octombrie, 2 divizii românești au forțat cursul Dunării la Flămânda și au creat un cap de pod lat de 14 kilometri și adânc de 4 kilometri. În aceeași zi, diviziile româno-ruse au declanșat ofensiva pe frontul dobrogean, atac care a înregistrat succese limitate. Eșecul incercării de spargere a frontului germano-bulgar din Dobrogea, combinată cu furtuna puternică din noaptea de 1/2 octombrie, care a avariat puternic podul de pontoane de peste Dunăre, l-a făcut pe Averescu să anuleze întreaga operațiune. Consecințele acestui eșec au fost uriașe pentru tot restul campaniei.

## Apărarea trecătorilor
Comanda trupelor germano-austriece din Transilvania era acum asigurată de Falkenhayn (demis din funcția de  șef al Statului Major). El a declanșat propria ofensivă pe 18 septembrie. Primul atac a fost declanșat împotriva Armatei I română lângă orașul Hațeg. Atacul a oprit avansarea românilor. După opt zile, două divizii de vânători de munte germani aproape că au reușit să taie coloanele române în marș lângă Sibiu. Trupele române au fost nevoite să se retragă în munți, iar germanii au reușit să ocupe Pasul Turnu Roșu. Pe 4 octombrie, Armata a II-a română a atacat forțele germane la Brașov, dar a fost respinsă, fiind nevoită să se retragă. Armata a 4-a, care acționa în nordul țării s-a retras în condițiile în care armata austriacă exercita o presiune moderată asupra sa, astfel că, pe 25 octombrie, armata română se afla cu toate efectivele înapoi în interiorul granițelor naționale. 

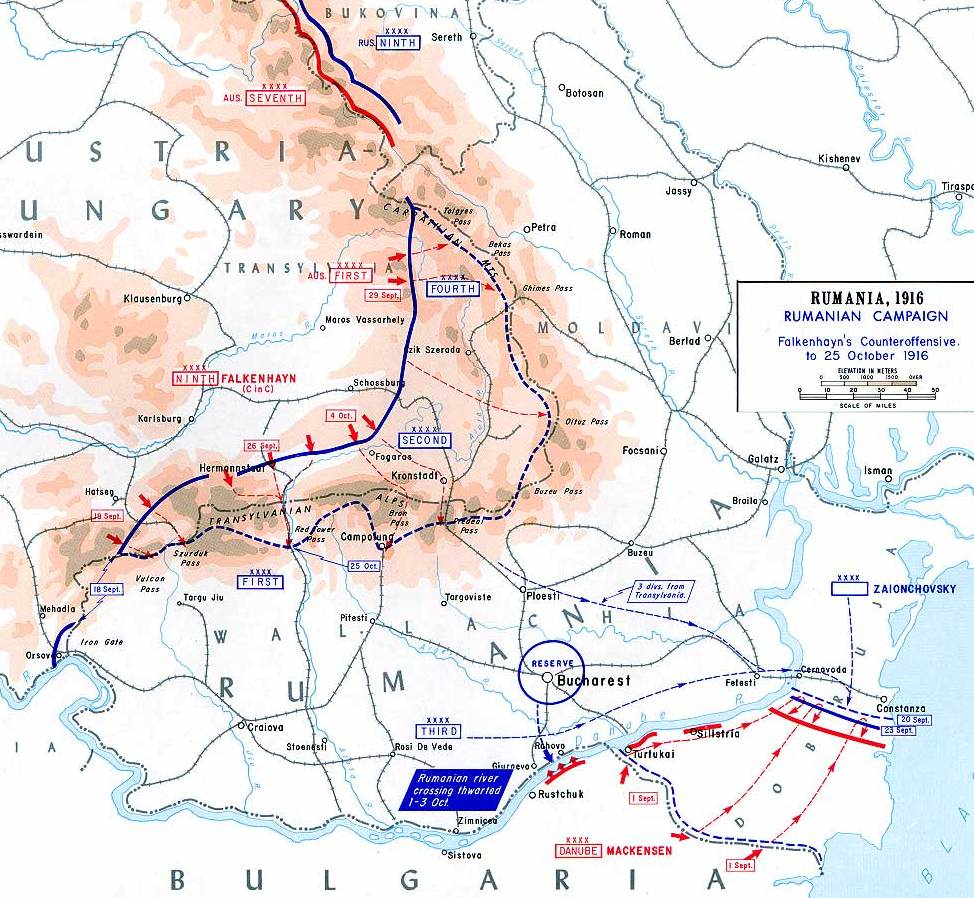
Contraatacul Puterilor Centrale, septembrie-octombrie 1916

Forțele de sub comanda lui Falkenhayn au executat câteva atacuri de probă în trecătorile Carpaților pentru a testa punctele slabe ale apărării. După câteva săptămâni de concentrare ale celor mai bune trupe ale sale, unitățile de elită Alpen Korps, în fața Pasului Vulcan, germanii au atacat pe 10 noiembrie, i-au împins înapoi pe apărătorii români din munți. Pe 26 noiembrie deja luptele se dădeau în zona de câmpie. În munți începuseră ninsori puternice, și în scurtă vreme operațiunile militare ar fi trebuit să înceteze. Armata a 9-a germană a înaintat în celelalte sectoare ale frontului, atacând toate trecătorile Carpaților Meridionali, românii fiind forțați să se retragă constant, în condițiile în care situația aprovizionării lor devenea critică.

### Bătălia din pasul Oltului

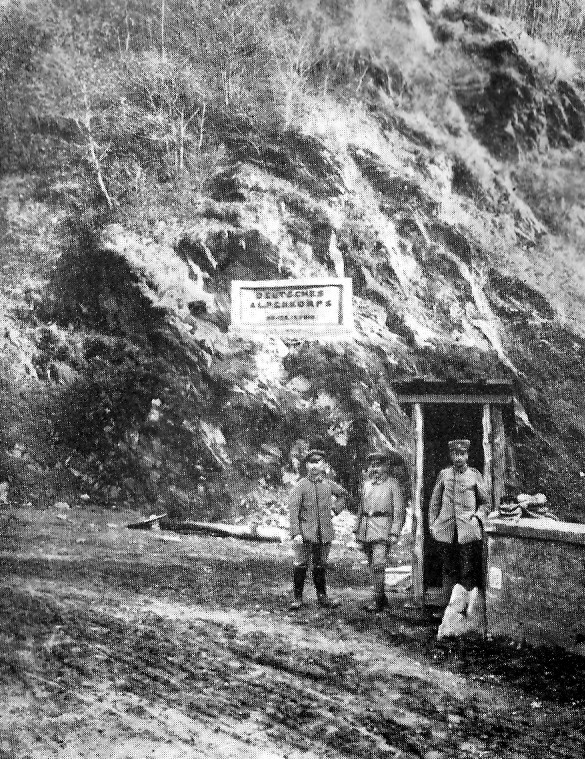
Turnu Roșu
"Deutsches Alpenkorps
26.-29.9.1916"

## Retragerea

### Apărarea Bucureștilor
Pe 23 noiembrie, cele mai bine antrenate trupe de sub comanda lui Mackensen au traversat Dunărea plecând din două locații de lângă Sviștov. Atacul german i-a luat prin surprindere pe români, frontul apropiindu-se rapid de capitala București. Atacul lui Mackensen amenința să taie în două frontul românesc, iar noul comandant suprem român, proaspăt avansatul general Constantin Prezan a încercat să organizeze un contraatac disperat. Planul era foarte curajos, urmând să folosească întreaga rezervă a armatei române, dar avea nevoie pentru reușită de cooperarea rușilor pentru oprirea ofensivei lui Mackensen, timp în care armata română ar fi trebuit să atace în dreptul joncțiunii dintre trupele lui Mackensen și Falkenhayn. Numai că armata rusă nu a fost de acord cu planul de luptă și a refuzat să coopereze. 

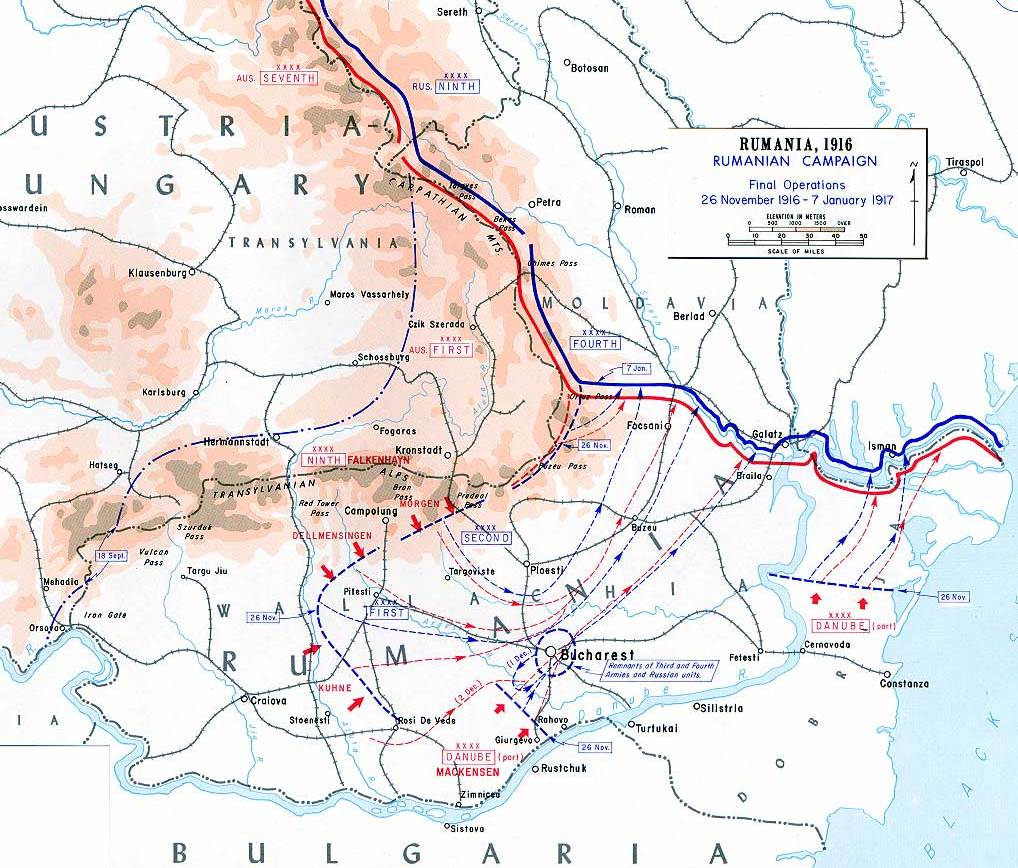
Operaţiunile din România, noiembrie 1916 – ianuarie 1917

Pe 1 decembrie, armata română a atacat totuși. Mackensen a reușit să transfere forțe către frontul atacat al lui Falkenhayn. După oprirea avântului românesc, germanii au contraatacat în toate punctele.

### Operațiile din Dobrogea
La 1 septembrie 1916 armata a 3-a bulgară a trecut frontiera bulgaro-română și a înaintat spre Dobrogea.
Generalul rus Andrei Medardovici Zaioncikovski și trupele sale au sosit în grabă pentru a întări frontul aliat româno-rus, în încercarea de oprire a armatei lui Mackensen mai înainte ca acestea să cucerească calea ferată București – Constanța. Au urmat lupte grele, cu atacuri și contraatacuri viguroase până pe 21 septembrie.
În Dobrogea, generalul Mackensen a lansat o nouă ofensivă pe 20 octombrie, după o lună de pregătiri atente, și trupele amestecate de sub comanda sa au reușit să le învingă pe cele ruse. Rușii au fost forțați să se retragă din Constanța spre Delta Dunării. Armata rusă era nu doar demoralizată, dar și cu proviziile pe sfârșite. Mackensen a ales să transfere în mare secret o jumătate din armata sa lângă orașul Sviștov (Sistova) din Bulgaria, pregătindu-se să forțeze cursul Dunării.

### Stabilizarea frontului în Moldova
Guvernul și curtea regală română s-au retras la Iași. Bucureștiul a fost ocupat pe 6 decembrie de cavaleria germană. Numai vremea și drumurile proaste au salvat o bună parte a armatei române de la încercuire sau distrugere. Totuși, peste 150.000 de soldați români fuseseră capturati.
Rușii au fost forțați să trimită întăriri masive pe fontul românesc pentru a evita o invazie germană în sudul Rusiei. După mai multe lupte de mică amploare, armata germană a fost oprită din avansare la mijlocul lunii ianuarie 1917. Armata română continua să lupte, deși cea mai mare parte a teritoriului său se afla sub ocupație străină.
Pierderile armatei române au fost estimate la 300 – 400.000 de soldați, morți, răniți, dispăruți sau prizonieri.Pierderile cumulate ale germanilor, austriecilor, bulgarilor și otomanilor au fost estimate la aproximativ 60.000 de oameni.
Campania victorioasă a întărit mult moralul trupelor germane și a generalilor lor:  Falkenhayn și Mackensen (Esposito, Atlas of American Wars, vol. 2). În cele mai multe cazuri, victoriile fuseseră obținute de diviziile germane, cu un ajutor bulgar în sud. Germanii se dovediseră superiori la toate capitolele: aprovizionare, echipare, pregătire de luptă și capacitate a conducătorilor. Printre tinerii ofițeri din trupele de elită Alpen Korps se afla și viitorul feldmareșal Erwin Rommel.